# Olivier Ducastel
Pour les articles homonymes, voir Ducastel.
Olivier Ducastel, né le 23 février 1962 à Lyon, est un réalisateur, scénariste et monteur français. Il travaille avec Jacques Martineau, qui a été son compagnon de 1995 à 2014.

## Biographie
Né à Lyon en 1962, Olivier Ducastel passe son adolescence à Rouen. Après le bac, il prépare le concours de l'IDHEC en étudiant le cinéma et le théâtre à l'université Paris 3 - Sorbonne Nouvelle. Il intègre l’IDHEC pour la 41e et dernière promotion dont il sort en réalisant un court métrage comédie musicale, Le Goût de plaire, en 1988,.
Il travaille ensuite en tant qu’assistant-monteur avec Jacques Demy, monteur-son avec Brigitte Roüan, Youssef Chahine, René Allio, Edwin Baily, Christine Pascal, Tonie Marshall et Patrick Grandperret, puis chef-monteur avec Vitali Kanevski.
En 1995, il rencontre Jacques Martineau qui a écrit le scénario de Jeanne et le Garçon formidable. Ils décident de réaliser ensemble ce premier long métrage et poursuivront leur collaboration sur plusieurs films.

## Filmographie

### Réalisateur et scénariste
- 1989 : Le Goût de plaire (court métrage)
- 1998 : Jeanne et le Garçon formidable
- 2000 : Drôle de Félix
- 2002 : Ma vraie vie à Rouen
- 2005 : Crustacés et Coquillages
- 2008 : Nés en 68
- 2010 : L'Arbre et la Forêt
- 2016 : Théo et Hugo dans le même bateau, prix du public des Teddy Awards (Berlinale)
- 2019 : Haut-Perchés

### Monteur
- 1991 : Comédie d'un soir de Marianne Basler (court métrage)
- 1992 : Voleur d'images de Bruno Victor-Pujebet
- 1994 : Nous, les enfants du XXe siècle de Vitali Kanevski